# Ferekristalle
Ferekristalle (engl. ferecrystals, von latein fere für „beinahe“ oder „fast“) sind geschichtete Materialien bestehend aus sequenziert gestapelten atomar dünnen Übergangsmetalldichalkogenid-Schichten (TMDs) und Metallmonochalkogenidschichten.

## Einleitung
Die allgemeine, chemische Formel für Ferekristalle lautet: [(MX)1+δ]m[TX2]n , wobei X einem Chalkogen (meist Se oder Te), M einem Metall (z. B.: Sn, Bi, Pb) und T einem Übergangsmetall (z. B.: Ta, W, Nb, V, Mo, Ti) entspricht. Das δ berücksichtigt hierbei die kristallographische Fehlanpassung zwischen MX und TX2 und dessen Wert liegt für Ferekristalle zwischen 0,08 und 0,23.
Ferekristalle zeichnen sich strukturell durch eine sogenannte turbostratische Verdrehung aus, die eine zufällige Rotation um die c-Achse bezeichnet, wobei die c-Achse parallel zu den einzelnen Schichtebenen ausgerichtet ist. Aufgrund der turbostatischen Verdrehungen sowie der resultierenden kornartigen Struktur, heißt diese Art von Kristallen Ferekristalle, übersetzt so viel wie Beinahe-Kristalle (lat.: „fere“, deu.: „fast“).

## Wachstum
Ferekristalle können mittels der sog. Modulated Elemental Reactants Methode (Abk. MER) hergestellt werden. Dieses Verfahren wurde von David C. Johnson et al. an der University of Oregon entwickelt und erlaubt eine fast unbegrenzte Kontrolle über die Stapelungssequenzen der einzelnen Monolagen. So können Kristalle mit beinahe frei wählbaren Parametern n und m gezüchtet werden. Dies steht im Gegensatz zu den üblicherweise verwendeten Kristallzüchtungsmethoden für Misfit Layer Compounds, die auf Parameter von m ≤ 3 und n ≤ 3 begrenzt sind.
Die MER-Methode umfasst die physikalische Gasphasenabscheidung (PVD, physical vapor deposition) einzelner monoatomarer Schichten, gefolgt von einem Ausheizen der Ausgangsstoffe. Während des Ausheizens findet eine selbständige Anordnung der amorphen Ausgangsstoffe statt. Dies erzeugt eine Kristallisation innerhalb der Schichtebene. Dieses nicht-epitaktische Wachstumsverfahren führt zur Bildung von stückweisen Grenzflächen sowie zur Kristallisation in den einzelnen Ebenen, was nahezu beliebige Stapelungssequenzen der einzelnen Lagen ermöglicht.

## Eigenschaften
Die polykristalline Struktur der Ferekristalle, welche aus der turbostratischen Unordnung resultiert, führt zu außergewöhnlichen physikalischen Eigenschaften. So treten zum Beispiel Ladungsdichtewellen (engl. charge density waves, CDW), eine außerordentlich niedrige Wärmeleitfähigkeit und ein ungewöhnliches Verhalten bei Supraleitung auf.
Aufgrund ihres künstlich hergestellten, geschichteten Aufbaus sowie der vielseitigen Stapelungssequenzen können Ferekristalle als Modellsysteme für die Entwicklung neuartiger, gestapelter Supraleiter und auch geschichteter Hochtemperatur-Supraleiter dienen.

## Vergleich zu MLCs
Misfit Layer Compounds (MLCs) können nur in Schichtstapelreihenfolgen mit m ≤ 3 und n ≤ 3 synthetisiert werden. Zudem gibt es keine Untersuchungen zu MLCs, mit Tellurverbindungen, was auf die thermodynamische Instabilität der Tellurverbindungen hinweist.
MLCs werden durch die gleiche chemische Formel wie Ferekristalle beschrieben. Während MLCs meist über epitaktisches Wachstum hergestellt werden und über eine einkristalline Struktur verfügen, werden Ferekristalle nicht-epitaktisch hergestellt, verfügen über turbostratische Verdrehung und eine von Korngrenzen gekennzeichneten Struktur.
Im Gegensatz zu den MLCs wurden in Ferekristallen Ladungsdichtewellen festgestellt.